# Rosal

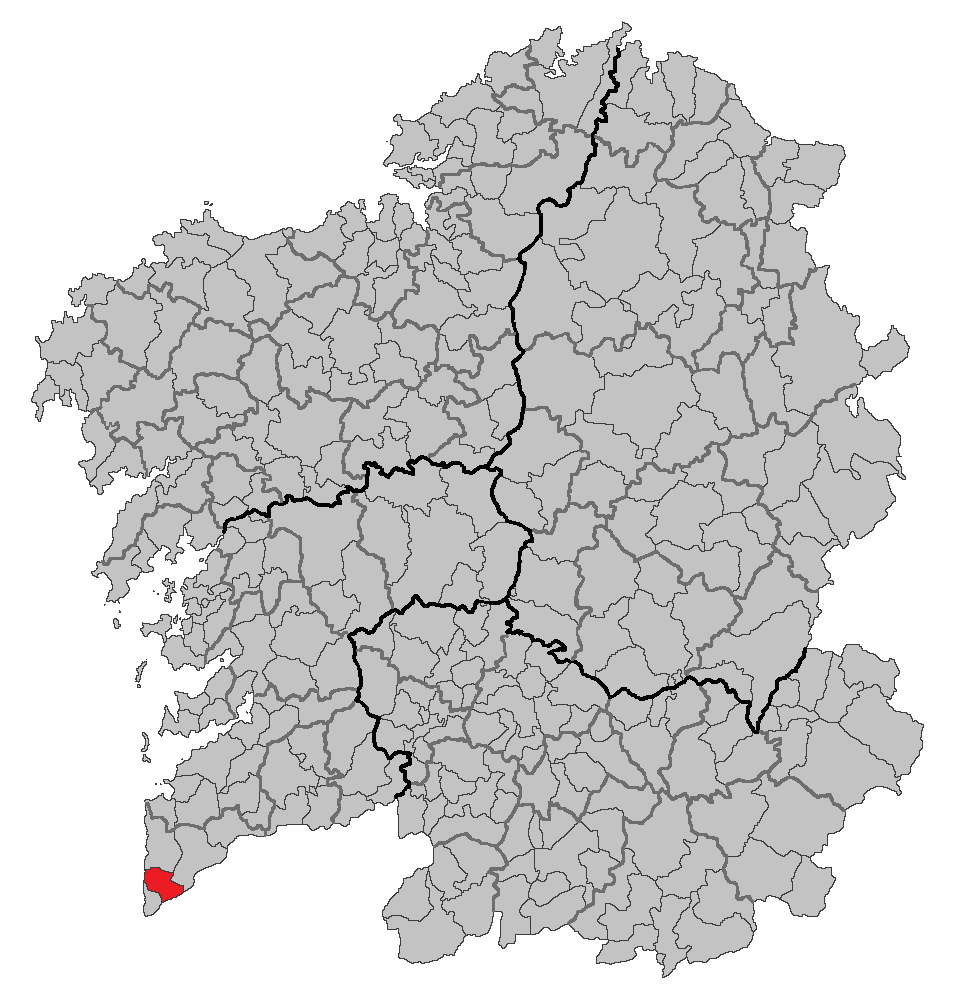
Localização de O Rosal

Rosal (O Rosal; em espanhol, El Rosal) é um município raiano da Espanha na comarca do Baixo Minho, província de Pontevedra, comunidade autónoma da Galiza, de área 44,13 km² com população de 6 376 habitantes (2021) e densidade populacional de densidade: 144,5 hab./km².

## Patrimônio edificado
- Moinhos do Folón e do Picón